# Mbocayaty del Yhaguy
Mbocayaty del Yhaguy es un distrito paraguayo del Departamento de Cordillera. Se encuentra aproximadamente a 105 km de la ciudad de Asunción. Es un distrito joven situado en el extremo sur del departamento, en las proximidades del arroyo Yhaguy. Fue elevado a distrito por Ley N° 428 del 23 de diciembre de 1973.

## Geografía
El distrito de Mbocayaty del Yhaguy, está situado hacia el extremo sur este del Departamento de Cordillera. Se destaca por su belleza natural, esteros, pantanos lo que le otorga un perfil muy particular, y terrenos de topografías planas, por lo general aptos para la agricultura.
El distrito está regado por las aguas del Río Yhaguy y por el arroyo del mismo nombre. Los demás arroyos son cursos inferiores para la zona, sin embargo tienen una alta significación para los pobladores del lugar, como así también los esteros. Limita al norte con Caraguatay, al sur con el Departamento de Caaguazú, al este con Caraguatay, y al oeste con Caraguatay y Santa Elena.

## Clima
Toda la región de la Cordillera está climáticamente clasificada como subtropical, subhúmeda, ya que su precipitación anual promedio es de 1540 mm, con una temperatura media de 22 °C, una mínima de 3 °C, y una máxima de 40 °C. Los meses de junio y agosto son los meses de menor lluvia. En general, Mbocayaty del Yhagy tiene un clima templado, producto de la conjunción de serranía y vegetación que permite la incursión de frescas corrientes de aire de la Cordillera. El clima templado y las precipitaciones regulares hacen del clima de este departamento uno de los más benignos del país, que posibilita además la explotación de importantes centros turísticos.

## Economía
Mbocayaty del Yhaguy, es un distrito joven en el que sus habitantes de dedican a la agricultura y a la ganadería doméstica como forma de subsistencia. Además se dedican al cultivo de maíz,  mandioca, caña de azúcar, tabaco, poroto, y cítricos, entre otros. Dentro de su ato ganadero se encuentra ganado vacuno, ovino, porcino, y equino.

## Acceso
Se llega por varios ramales de la Ruta PY02. La frecuencia de las unidades de transporte esta adecuada a las necesidades de la ciudad. Esta localidad mantiene un sistema de conexión telefónica fija estatal y antenas de telefonías celulares propias, con buena cobertura de comunicación.